# كرايغ فورست
كرايغ فورست (20 سبتمبر 1967 بكوكويتلام في كندا - ) هو لاعب كرة قدم كندي في مركز حراسة المرمى. شارك مع منتخب كندا لكرة القدم. أما مع النوادي، فقد لعب مع إيبسويتش تاون وتشيلسي وكولتشستر يونايتد ووست هام يونايتد.

## مسيرته الكروية
لعب كرايغ فورست خلال مسيرته الاحترافية مع 4 أندية في سبعة عشر موسمًا ولم يسجل خلالها أي هدف ضمن 307 مباراة. حيث فاز في موسم واحد بالكأس ولم يفز بأي دوري.
خاض كرايغ فورست مسيرته مع نادي إيبسويتش تاون في موسم 1986–87 في المرة الأولى لمدة موسم واحد ثم في موسم 1988–89 ليلعب معه تسعة مواسم، مشاركًا طوالها في 263 مباراة ولم يسجل أي هدف. ثم انتقل إلى نادي كولتشستر يونايتد في موسم 1987–88 لمدة موسم واحد، حيث شارك في 11 مباراة ولم يسجل أي هدف أيضًا. لينتقل بعدها إلى نادي تشيلسي في موسم 1996–97 لمدة موسم واحد، مشاركًا في 3 مباريات ولم يسجل أي هدف أيضًا. ثم انتقل إلى نادي وست هام يونايتد في موسم 1997–98 ليلعب معه خمسة مواسم، مشاركًا في 30 مباراة ولم يسجل أي هدف أيضًا.

## وصلات خارجية
- كرايغ فورست على موقع الاتحاد الدولي (مؤرشف)  (الإنجليزية)
- كرايغ فورست على موقع قاعدة بيانات كرة القدم.إي يو (الإنجليزية)
- كرايغ فورست على موقع ناشيونال فوتبول تيمز (الإنجليزية)
- كرايغ فورست على موقع عالم كرة القدم.نت (الإنجليزية)
- كرايغ فورست على موقع قاعة كولومبيا البريطانية للمشاهير الرياضية (الإنجليزية)
- كرايغ فورست على موقع قاعة كندا للمشاهير الرياضية (الإنجليزية)